# Skövde pastorat
Skövde pastorat är ett pastorat i Billings kontrakt i Skara stift.
Pastoratet bildades 2019 och omfattar sedan dess:
- Skultorps församling
- Skövde församling

Pastoratskod är 031101.